# Confrontation
Confrontation  {{{2}}} (?·pàg.) és un festival de cinema que té lloc cada any a Perpinyà. S'organitza durant una setmana durant els mesos de març o abril per l'Institut Jean Vigo. El festival permet "enfrontar" diverses pel·lícules de totes les èpoques, de tots els països, sobre una temàtica determinada i renovada cada any. Al voltant del festival també s'organitzen trobades, debats i exposicions.

## Història
El festival Confrontation es va crear l'any 1965 per iniciativa de Marcel Oms i Verdaguer i Raymond Borde.
| « | "La idea és fer un festival antiparisenc i políticament molt ancorat al esquerra, és a dir a prop de Positif. Es tracta d’inscriiure’s en fals contra la Nouvelle Vague i l'esperit Cahiers du Cinéma, amb cineastes com Robert Enrico, Jacques Rouffio i Alain Cavalier, que ofereixen un cinema allunyat de les condicions de la Nouvelle Vague. Tot plegat, Positif i l'organització a les províncies fan de Confrontation un festival que es posa en contra de l'adulació d'un sistema. Per descomptat, tot això ara està completament obsolet". (Michel Cadé, director del festival Confrontation l'any 2001) | » |

Des del seu origen, la programació del festival ha qüestionat sobretot la història i la seva representació fílmica. El 1976 Confrontation prendrà el nom de "Festival international de critique historique du film" durant diversos anys.

## Llista d’edicions

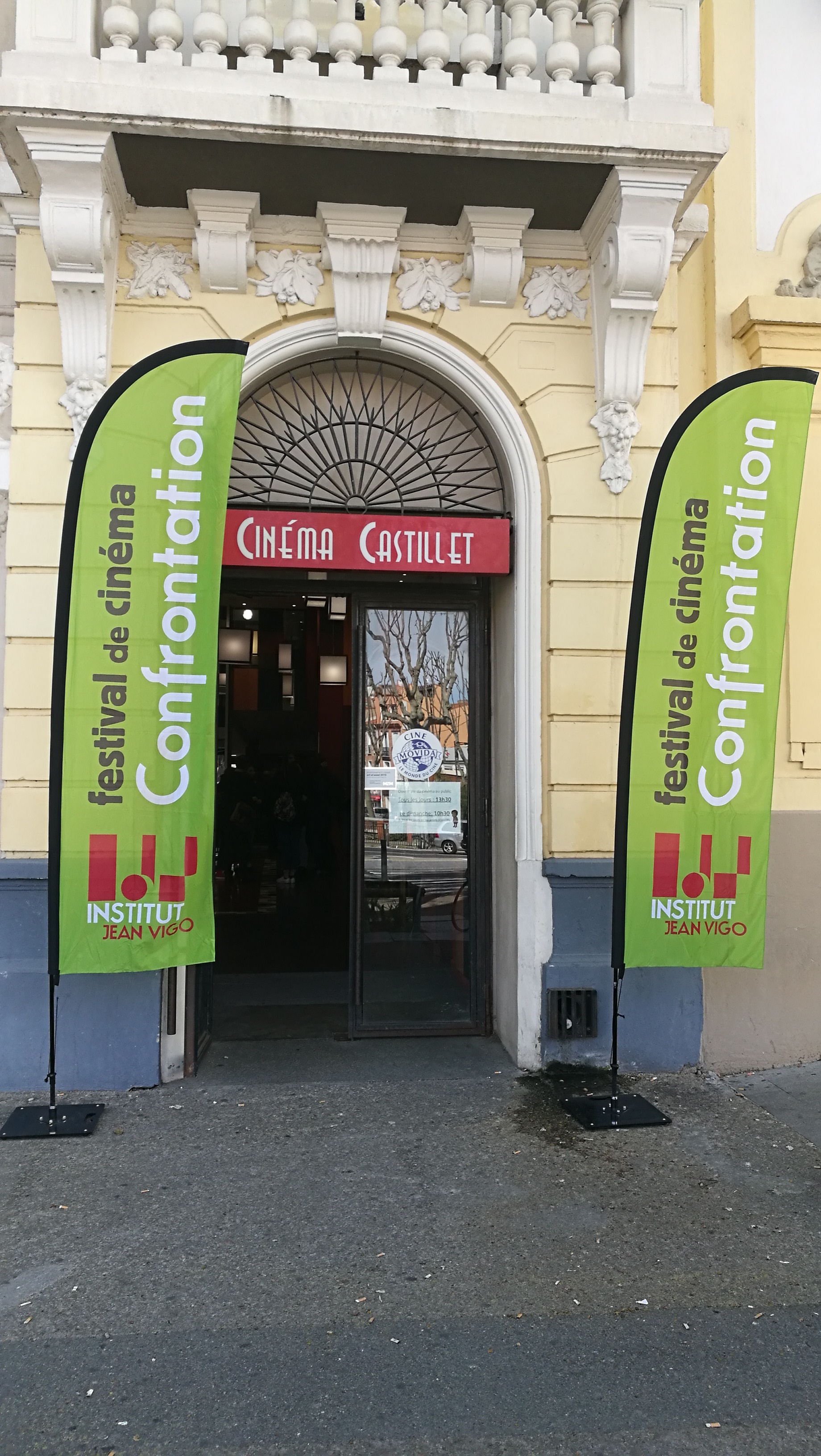
Le cinéma Le Castillet projecta les pel·lícules del festival Confrontation

## Llista d’edicions[5]
| Número | Any  | Tema                                           | Convidats notables                                                                                                  |
| ------ | ---- | ---------------------------------------------- | --- |
| 1      | 1965 | Le cinéma français existe-t-il ?               | René Allio, Robert Enrico                                                                                           |
| 2      | 1966 | L’Espagne derrière l’écran                     | |
| 3      | 1967 | L’Italie vingt ans après                       | |
| 4      | 1968 | Démons et merveilles du cinéma                 | |
| 5      | 1969 | 14-18 vu par le cinéma                         | |
| 6      | 1970 | Le western raconte l’histoire des USA          | |
| 7      | 1971 | La Méditerranée et son cinéma                  | |
| 8      | 1972 | Réflexions sur la question juive au cinéma     | |
| 9      | 1973 | Le cinéma est un spectacle                     | |
| 10     | 1974 | Cent ans d’histoire de France                  | |
| 11     | 1975 | Le Moyen Âge vu par le cinéma                  | |
| 12     | 1976 | Les Amériques latines dans le miroir du cinéma | |
| 13     | 1977 | Le film policier reflet de société             | |
| 14     | 1978 | La guerre d’Espagne vue par le cinéma          | |
| 15     | 1979 | Le cinéma des Surréalistes                     | |
| 16     | 1980 | Le monde ouvrier au cinéma                     | |
| 17     | 1981 | Les aventures maritimes                        | |
| 18     | 1982 | Les années 30 d’hier et d’aujourd’hui          | |
| 19     | 1983 | L’Afrique noire                                | |
| 20     | 1984 | Europe 45/65                                   | |
| 21     | 1985 | Le cinéma au seuil du futur                    | |
| 22     | 1986 | Fin de siècle et belle époque                  | |
| 23     | 1987 | España 36-86                                   | |
| 24     | 1988 | Le ciné-roman des années folles                | Manfred Engelbert                                                                                                   |
| 25     | 1989 | Révolutions, printemps de la liberté           | |
| 26     | 1990 | Le cinéma raconte son histoire                 | |
| 27     | 1991 | Europe 39-45                                   | |
| 28     | 1992 | Hollywood à la découverte de l’Europe          | |
| 29     | 1993 | Méditerranée, ciné portrait                    | |
| 30     | 1994 | L’histoire de France au cinéma                 | |
| 31     | 1995 | Un siècle d’inventions au cinéma               | Jacques Rouffio, Ettore Scola, Jean Dréville                                                                        |
| 32     | 1996 | Il était une fois dans l’Est                   | Jiri Menzel |
| 33     | 1997 | Italies, 1860 – 1997                           | |
| 34     | 1998 | Europe – Afrique, regards croisés              | |
| 35     | 1999 | Si le siècle m’était filmé…                    | |
| 36     | 2000 | Images de la fraternité au cinéma              | Marc Ferro, Claude Aziza, Rémy Cazals                                                                               |
| 37     | 2001 | Ecrans Japon                                   | |
| 38     | 2002 | Les maîtres du monde                           | |
| 39     | 2003 | Terre(s) – Le monde rural au cinéma            | |
| 40     | 2004 | L’Hispanité au cinéma                          | |
| 41     | 2005 | De la Chine… au cinéma                         | |
| 42     | 2006 | Avoir 20 ans                                   | |
| 43     | 2007 | Beautiful British Cinéma                       | |
| 44     | 2008 | Les années 70 au cinéma                        | |
| 45     | 2009 | Made in USA / Mythes et rêves américains       | |
| 46     | 2010 | Les Arts à l’écran                             | |
| 47     | 2011 | Cinémas des Indes                              | |
| 48     | 2012 | La ville au cinéma                             | |
| 49     | 2013 | Le Moyen-Orient au cinéma                      | |
| 50     | 2014 | 50 ans de cinéma français                      | Alain Cavalier, Arnaud des Pallières                                                                                |
| 51     | 2015 | Crise de rire                                  | Pierre Etaix, Emmanuel Mouret, Pascal Thomas, Michel Leclerc                                                        |
| 52     | 2016 | De la démocratie                               | Bahram Aloui, Férid Boughedir, Dominique Cabrera                                                                    |
| 53     | 2017 | Les grands espaces                             | Arnaud i Jean-Marie Larrieu, Manuel Poirier                                                                         |
| 54     | 2018 | Les Hommes de l'ombre                          | Costa Gavras |
| 55     | 2019 | Femmes rebelles                                | Anna Karina, Ovidie, Helena Taberna                                                                                 |
| 56     | 2021 | l’Histoire du temps présent, 1980-2020         | Gustave Kervern, Virgil Vernier, Matthieu Bareyre, Marc Ball, Christian Delage, François Croquette, Jocelyn Dupont. |
| 57     | 2022 | Filmer le corps                                | Jean Paul Gaultier, Catherine Corsini, Alexandra Lamy, Isabelle Solas.                                              |
| 58     | 2023 | La mise en bouche                              | Gérard Depardieu |